# 野黍
野黍（学名：Eriochloa villosa）为禾本科野黍属下的一个种。

## 延伸阅读
[在维基数据编辑]
 《植物名實圖考·野黍》，出自吳其濬《植物名實圖考》